# Titel
Titel (serbocroata cirílico: Тител) es un municipio y villa de Serbia perteneciente al distrito de Bačka del Sur de la provincia autónoma de Voivodina.
En 2011 su población era de 15 738 habitantes, de los cuales 5247 vivían en la villa y el resto en las 5 pedanías del municipio. La gran mayoría de los habitantes del municipio son serbios (13 615 habitantes), con una minoría de magiares (822 habitantes).
Se ubica junto a la confluencia de los ríos Tisza y Danubio.

## Pedanías
- Vilovo
- Gardinovci
- Lok
- Mošorin
- Šajkaš

## Personas notables
- Mileva Marić, fue una matemática y física serbia, esposa de Albert Einstein, que contribuyó en el desarrollo de la Física junto a los estudios de su marido.[5]
- Dušan Popov, fue un agente doble serbio, en quien el autor Ian Fleming basó su personaje de James Bond.[6]